# 薩爾達傳說 智慧的再現
《薩爾達傳說 智慧的再現》是一款由任天堂企劃製作本部和Grezzo共同開發，並由任天堂發行於任天堂Switch上的動作冒險遊戲。遊戲於2024年6月18日的任天堂直面會公布，於2024年9月26日發售。
本作是主系列首款以薩爾達公主為主角並成為可操縱角色的遊戲，而不是長期擔任玩家操縱角色的林克。遊戲畫面採用與2019年《薩爾達傳說 織夢島》重製版一樣的3D黏土風格。

## 玩法
在本作中，玩家將扮演薩爾達公主並透過妖精「托力」給予的魔杖「托力之杖」，使用「複製」之力以複製各式各樣的物品。

## 反響
| 汇总媒体             | 得分   |
| -------------------- | ------ |
| Metacritic           | 86/100 |
| OpenCritic（推荐率） | 89%    |

| 媒体                  | 得分   |
| --------------------- | ------ |
| Digital Trends        | [ 6 ]  |
| Eurogamer             | [ 7 ]  |
| GamesRadar+           | [ 8 ]  |
| GameSpot              | 9/10   |
| IGN                   | 9/10   |
| 个人电脑杂志          | [ 11 ] |
| Shacknews             | 10/10  |
| TechRadar             | [ 13 ] |
| 衛報                  | [ 14 ] |
| VG247                 | [ 15 ] |
| Video Games Chronicle | [ 16 ] |

本作在Metacritic獲得「普遍好評」的評論 ，而在OpenCritic獲得89%的推薦率。
截止至2025年5月8日，《薩爾達傳說 智慧的再現》銷量為409萬。

## 註解
1. ↑  之前系列以薩爾達公主為主角並可操縱角色的作品是任天堂授權飛利浦在CD-i平台上兩款遊戲，分別是《薩爾達：伽美隆之杖》和《薩爾達歷險記》

## 外部連結
- 官方网站：日本、繁体中文（台湾）、繁体中文（香港）